# Otjozondjupa
Otjozondjupa je jedna od trinaest regija u Namibiji. Središte regije je grad Otjiwarongo.

## Zemljopis
Otjozondjupa na istoku graniči s Bocvanom,  te s namibijskim regijama:
- Omaheke -jugoistok
- Khomas -jug
- Erongo -jugozapad
- Kunene -sjeverozapad
- Oshikoto -sjever
- Okavango -sjeveroistok

## Politika
Regija Otjozondjupa je podijeljena u 7 izbornih jedinica:
1. Grootfontein
2. Otavi
3. Okakara
4. Otjiwarongo
5. Okahandja
6. Tsumkwe
7. Omatako